# Périers
Périers är en kommun i departementet Manche i regionen Normandie i norra Frankrike. Kommunen ligger i kantonen Périers som tillhör arrondissementet Coutances. År 2022 hade Périers 2 355 invånare.

## Befolkningsutveckling
Antalet invånare i kommunen Périers
| Referens: INSEE |